# Villebon-sur-Yvette
Villebon-sur-Yvette /vilbɔ̃syʀiˈvet/ è un comune francese di 9 688 abitanti situato nel dipartimento dell'Essonne nella regione dell'Île-de-France. È uno dei comuni dell'antica provincia francese dell'Hurepoix.

## Società

### Evoluzione demografica
Abitanti censiti